# Calmont

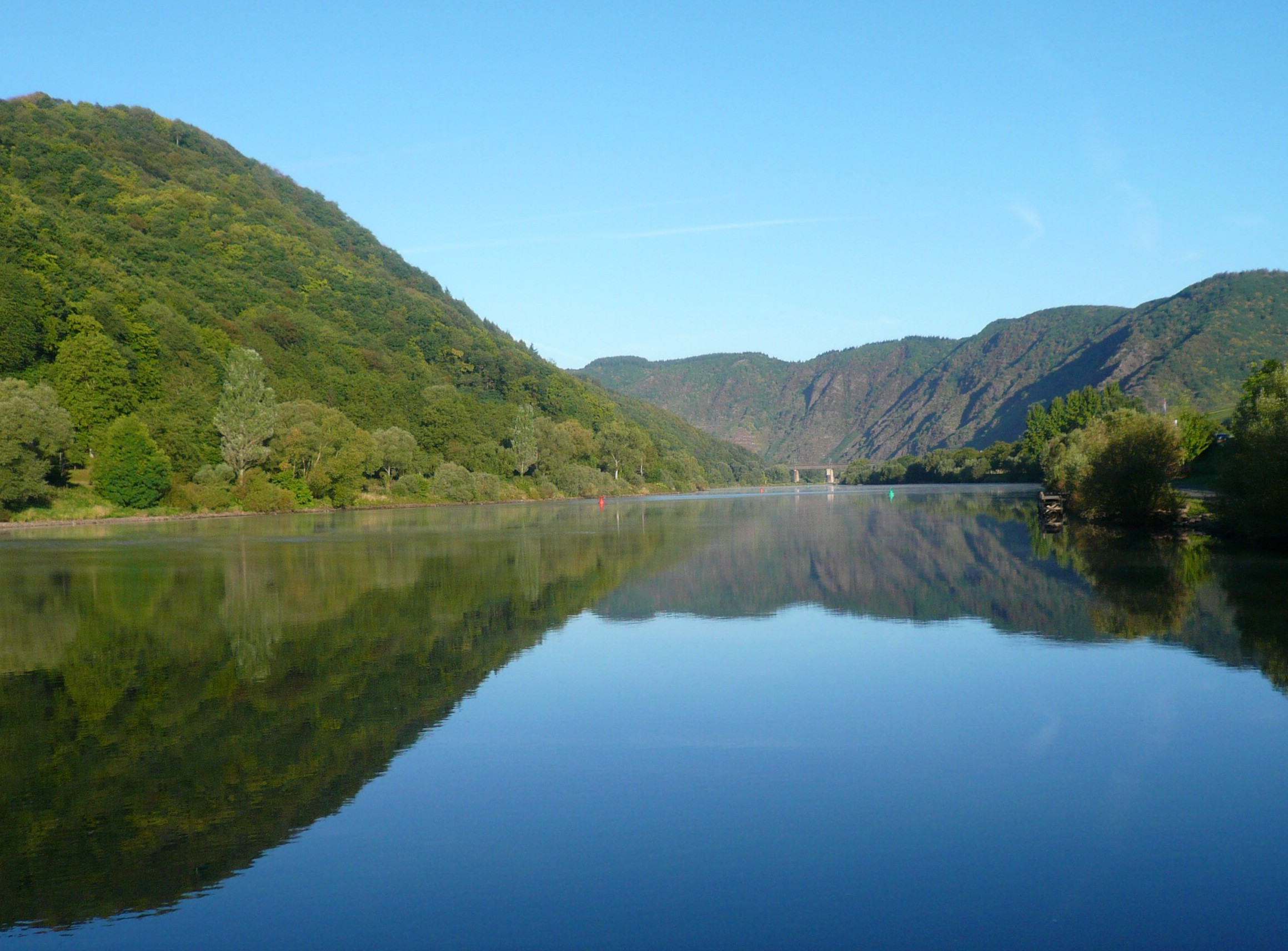
Blick moselaufwärts zum Calmont mit Moselbrücke der Moselbahn

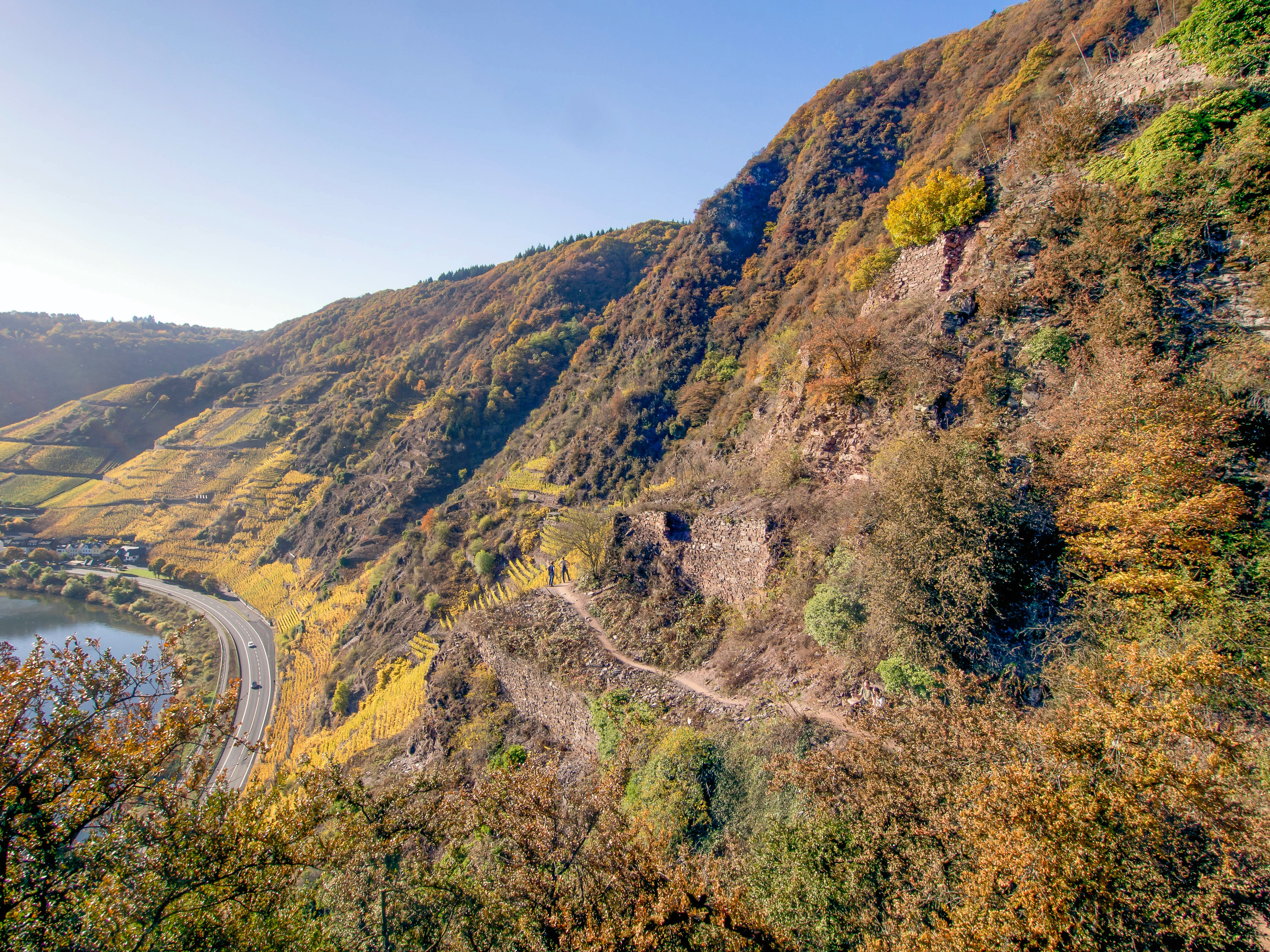
Auf dem Calmont-Klettersteig

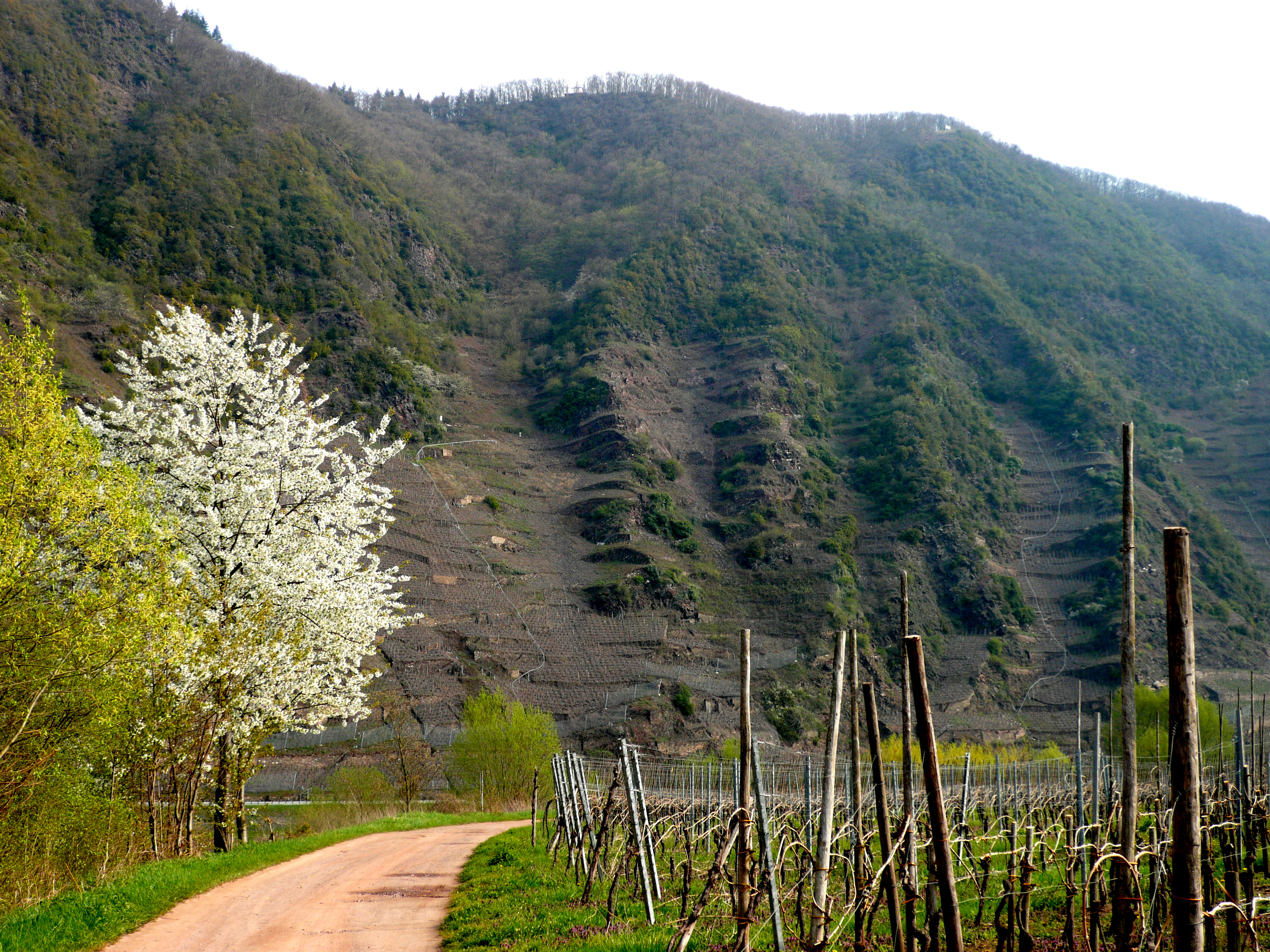
Calmont-Steilhang

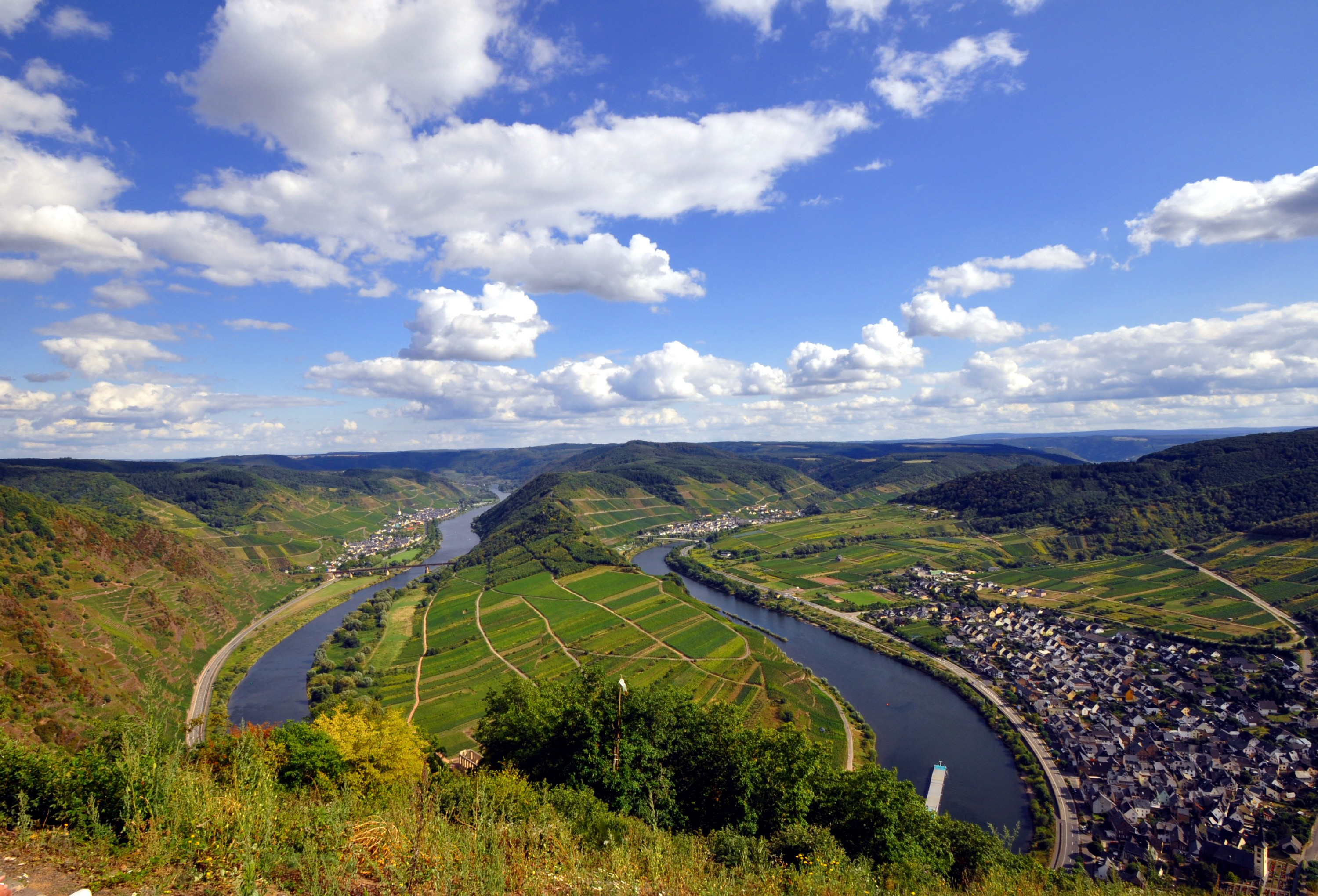
Blick vom Aussichtsplateau am Mahnmal der Kriegsgeneration auf die Schleife der Mosel bei der Klosterruine Stuben (unten) mit Ediger-Eller (l), Neef (mittig) und Bremm (r)

Der Calmont, auch Calmond genannt, zwischen Bremm und Ediger-Eller im Landkreis Cochem-Zell, Rheinland-Pfalz ist ein steil über der Mosel aufragender, maximal 380,6 m ü. NHN Randhöhenzug des Moseltals. Er liegt im Weinbaugebiet Mosel und besitzt mit dem Bremmer Calmont und dem Ellerer Calmont zwei Weinbau-Einzellagen, die mit Hangneigungen bis über 65 Grad zu den steilsten Lagen der Erde zählen.

## Bergname
Der Name Calmont kann unterschiedlich gedeutet werden:
- aus dem lateinischen calidus „warm“ und mons „Berg“, also: „warmer Berg“,
- aus dem keltischen kal „hart“, also: „Felsenberg“

## Geographie

### Lage
Der Calmont erhebt sich moselabwärts betrachtet zwischen Bremm im Südsüdwesten und Ediger-Eller im Südosten, die am linksseitigen Flussufer liegen. Sein Gipfel befindet sich auf der Gemeindegrenze; der Südhang gehört zu Bremm, die Nord- und Ostteile zählen zu Ediger-Eller. Nördlich und östlich um den Höhenzug herum fließt der Ellerbach, der südöstlich von ihm in die Mosel mündet. Nach Südwesten steigt die Landschaft zum Schafstall (423 m) an.

### Naturräumliche Zuordnung
Der Calmont gehört in der naturräumlichen Haupteinheitengruppe Moseltal (Nr. 25), in der Haupteinheit Mittleres Moseltal (250) und in der Untereinheit Mittelmosel (250.3) zum Naturraum Cochemer Krampen (250.33). Seine Landschaft leitet nach Norden, durch das Ellerbachtal, nach Nordwesten und Westen sowie ansteigend nach Westsüdwesten zum Schafstall in den Naturraum Gevenicher Hochfläche (270.02) über, der in der Haupteinheitengruppe Osteifel (27) und in der Haupteinheit Moseleifel (270) zur Untereinheit Östliche Moseleifel (270.0) zählt.

### Berghöhe
Der 380,6 m hohe Calmontgipfel liegt 293,1 m über der Mosel, an der die auf topographischen Karten ersichtliche unterste Höhenlinie mit 87,5 m Höhe eingezeichnet ist. Er befindet sich durchschnittlich etwa 270 m höher als Bremm. Rund 215 m ostnordöstlich des Gipfels ist eine 378,4 m hohe Stelle verzeichnet.

## Schutzgebiete
Der Calmont liegt im Landschaftsschutzgebiet Moselgebiet von Schweich bis Koblenz (CDDA-Nr. 323051; 1979 ausgewiesen; 1187,48 km² groß), im Fauna-Flora-Habitat-Gebiet Moselhänge und Nebentäler der unteren Mosel (FFH-Nr. 5809-301; 162,73 km²) und im Vogelschutzgebiet Wälder zwischen Wittlich und Cochem (VSG-Nr. 5908-401; 235,52 km²), wobei die Bereiche der FFH- und Vogelschutzgebiete nicht ganz hinab bis an die Mosel reichen.

## Gallo-römischer Umgangstempel
Auf dem Calmontgipfel befand sich vom 2. bis um 4. Jahrhundert ein römisches Bergheiligtum. Im Jahr 2005 erfolgten erste archäologische Ausgrabungen, die 2008 fortgesetzt wurden. Im Anschluss an die Grabungsarbeiten wurde dieser gallo-römische Umgangstempel rekonstruiert, wieder aufgebaut und am 16. Mai 2009 eingeweiht.

## Weinbau
Ende des 20. Jahrhunderts wurde nur noch ein Teil der ursprünglichen Weinberge bebaut. Die größte zusammenhängende Fläche ist der Bremmer Calmont mit 33 ha. An seinen steilen Schieferhängen wächst ein besonders guter Riesling, wobei die Winzer immer noch auf Handarbeit und Muskelkraft angewiesen sind (→ Steillagenweinbau). Nachdem der Weinbau im Calmont-Massiv aus Rentabilitätsgründen jahrzehntelang zurückging, sind seit 2005 wieder einige Winzer bereit, ihre Flächen neu zu bestocken. Sie erhoffen sich durch den zunehmenden Bekanntheitsgrad der Lage einen besseren Absatz ihrer Erzeugnisse.

## Mahnmal und Aussichtsplateau
665 m (Luftlinie) westsüdwestlich des Calmont-Gipfels befindet sich neben einer 372,5 m hohen Stelle das weithin sichtbare und um 1970 errichtete Mahnmal der Kriegsgeneration, ein 12 m hohes Kreuz, das allgemein als Gipfelkreuz bezeichnet wird. Nebst dortiger Hütte, die von Ostern bis Oktober als Straußwirtschaft geöffnet ist, liegt vor Ort ein Aussichtsplateau, von dem der Blick besonders auf die dort 285 m tiefer gelegene Schleife der Mosel bei der Klosterruine Stuben mit, flussabwärts betrachtet, den Ortschaften Neef, Bremm und Ediger-Eller fällt.

## Verkehr und Wandern
Entlang dem Südfuß des Calmont verläuft in West-Ost-Richtung zwischen den Moselortschaften Bremm und Ediger-Eller die Bundesstraße 49. Östlich bis südöstlich des Höhenzugs führt die dort in Nordnordost-Südsüdwest-Richtung angelegte und von Cochem kommende Moselstrecke nach dem 4205 m langen Kaiser-Wilhelm-Tunnel durch den Bahnhof Ediger-Eller und dann über eine 281 m lange Moselbrücke.
Auf den Calmont verläuft der Calmont-Klettersteig, der durch den Deutschen Alpenverein angelegt und am 4. Mai 2002 eingeweiht wurde und auf dem man seine Bergwelt sowie Flora und Fauna entdecken kann.

## Gleitschirmfliegen
Nahe dem Mahnmal der Kriegsgeneration starten bei passenden Wind- und Wetterverhältnissen Gleitschirmflieger zu Flügen über dem Moseltal. Das Calmont-Massiv liegt wie ein von der Natur geformter Hohlspiegel im Moseltal und bietet mit seiner südlichen Ausrichtung in Verbindung mit dem schieferhaltigen Untergrund ideale Voraussetzungen für das Entstehen von thermischen Aufwinden.

## Kraftwerkprojekt
Ab Ende der 1960er Jahre plante RWE das große Pumpspeicherwerk Bremm. Dessen drei Kilometer langer Untersee wäre unmittelbar nördlich des Calmont (von der Mosel aus gesehen also hinter ihm) im Ellerbachtal entstanden mit einer Staumauer nahe dem Südportal zum Kaiser-Wilhelm-Tunnel. Unterhalb des Berges sollte das Flusswasser zum Betrieb des Kraftwerkes entnommen werden und ebenso die Ableitung des Kraftwerkswassers erfolgen. Das Projekt wurde letztlich verworfen.